# Association Football Club de Compiègne
Maillots
L'Association Football Club de Compiègne, couramment abrégé en AFC Compiègne, est un club français de football basé à Compiègne (Oise, Hauts de France). Rattaché à la Ligue de Football des Hauts de France et au District de l'Oise de Football, l'AFC Compiègne est une association loi de 1901 agréée au Ministère des Sports sous le no 60 98 28 et affilié à la Fédération Française de Football sous le no 542781.
Le club actuel est fondé le 15 juin 1993, après la fusion de deux clubs de la ville de Compiègne, l’AS Clos des Roses (club de quartier de Compiègne) et le SC Compiègne (club phare de la ville, appelé aussi autrefois le Stade compiégnois).
Son président actuel est Philippe Tourre, et son entraîneur Antoine Pielack.

## Histoire
Le mercredi 5 octobre 2016, la FFF remet au club le LABEL JEUNES ELITE, une distinction nationale récompensant les clubs les plus méritants en matière de structuration et de développement.
En 2022, La FFF remet au club le LABEL DE BRONZE FEMININ. Ce label vient récompenser le développement de la pratique du football féminin chez les jeunes.
Lors de la saison 2018-2019, le club comptait 513 licenciés. Pour la saison 2022-2023, le club compte 546 licenciés.

## Identité du club

### Logos

Logo du club 2017 à 2025
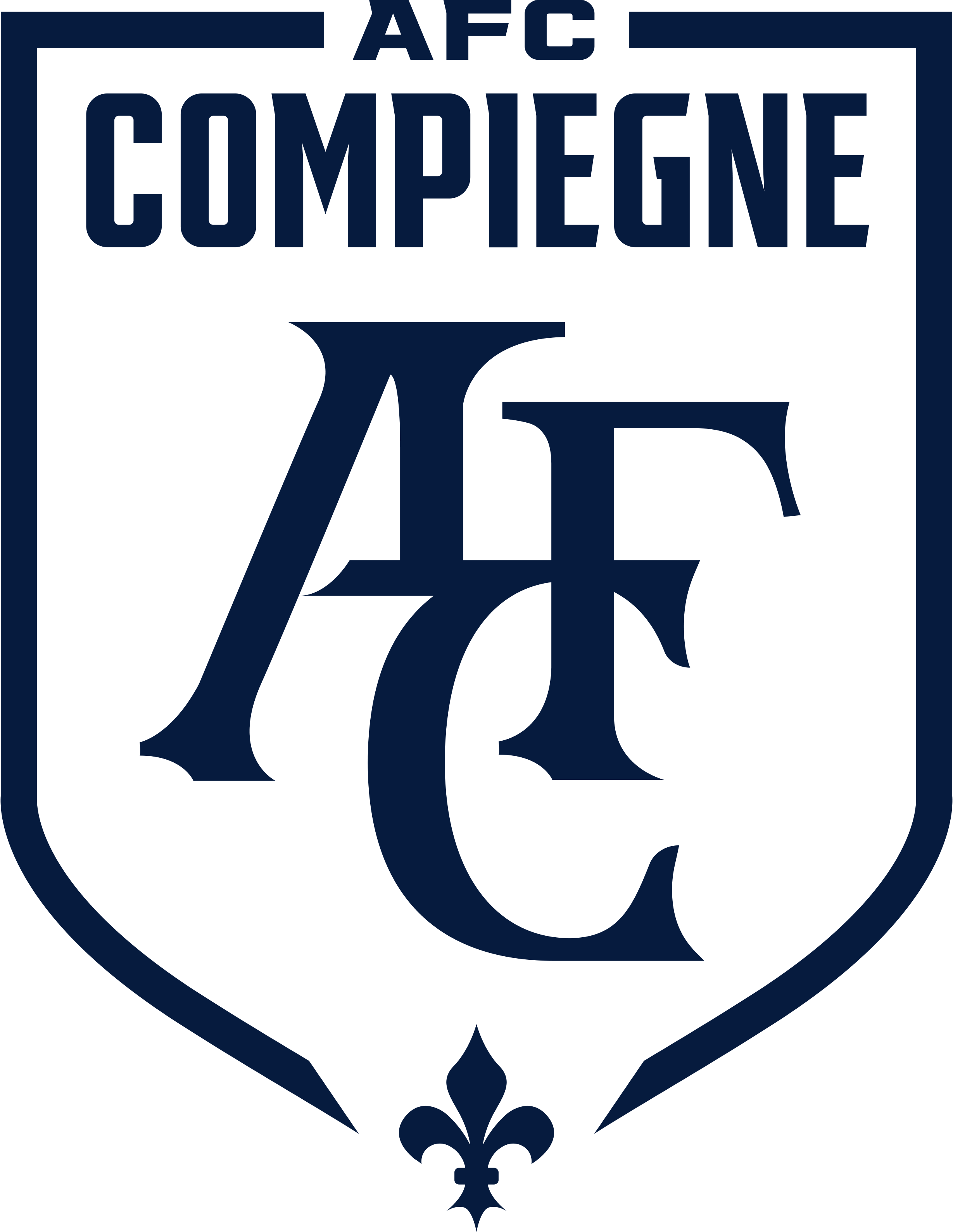
Logo du club depuis 2025

### Devise et valeurs
La devise de l’AFC Compiègne, « Avec Force & Courage », reflète les valeurs fondamentales du club : la détermination, la solidarité et l’engagement collectif. Elle reprend symboliquement les initiales AFC, et fait écho à l’histoire de Compiègne, ville marquée par la bravoure et la résistance. Ce slogan incarne l’esprit combatif du club sur et en dehors du terrain.

## Palmarès
- Champion DH Picardie : 2003[5]
- Champion de R1 Haut de France : 2022
- Vainqueur de la Coupe de Picardie : 2001,2003[6]
- Vainqueur de la Coupe de l'Oise : 2003,2010, 2022, 2023[7]
- Finaliste de la Coupe de Picardie : 1999

## Personnalités du club

### Président
- 1993-aujourd'hui :  Philippe Tourre

### Entraîneurs
L'un des entraîneurs emblématique du club est Alou Bagayoko, ancien joueur professionnel et international. C'est un jour d'été de 1985 que cet ancien capitaine de la sélection nationale du Mali a débarqué à Compiègne. Après avoir évolué successivement en Division 2 au FC Mulhouse (1979-81) puis au SR Saint-Dié (1981-82) et en Division 4 à l'US Le Mans (1982-85), il signe au Stade Compiégnois. Son numéro 10 dans le dos, il enflamme le stade Paul-Cosyns. Les footballeurs de la cité impériale sont aux portes de la D2 deux années de suite mais sont finalement coiffés par le SC Amiens (1985-86) et le FC Rouen (1986-87). Alou Bagayoko rejoint alors le banc compiégnois une saison (1988-89) où il connait la relégation de la Division 3 à la Division 4 puis va entraîner le SC Noyon (DH) durant trois saisons (1989-92). Lorsqu'il revient en 1992, le Stade Compiègnois n'est plus, devenu le SC Compiègne depuis peu, le club joue en Première Division de District (D9). Le dépôt de bilan a laissé de profondes cicatrices. En 1993 à la suite de la fusion, il devient l'entraîneur de l'AFC Compiègne pendant sept années de suite jusqu'en juin 2000. Durant son passage, il connait deux accessions et fait ainsi remonter le club de la Division Interdistricts (D8) jusqu'à la Division Honneur (D6). Lors de sa dernière saison (1999-2000), il amène le club alors en DH, jusqu'en 32e de finale de la Coupe de France, face à Les Herbiers VF pensionnaires de CFA2 (D5) à l'époque, une rencontre perdu en Vendée sur le score de 3-0. À l'ultime saison 1999-2000, où son équipe termine premier non relégable en Division Honneur frôlant une descente en Promotion Honneur, il est remercié et remplacé par Dominique Garat, le responsable de la réserve de l'AS Beauvais (DH) et aussi le responsable-adjoint du centre de formation depuis 1998.
- 1993-2000 :  Alou Bagayoko[8]
- 2000-2002 :  Dominique Garat[9] (directeur sportif de 2002 à 2008)
- 2002-2006 :  Pascal Poulain[10],[11] (directeur sportif depuis 2013)
- 2006-2008 :  Joël Beaujouan
- 2008-janvier 2011 :  Bruno Roux[12]
- janvier 2011-2012 :  Patrick Vallée (en)[13],[14]
- 2012-décembre 2012 :  Stéphane Santini[15],[16]
- janvier 2013-2013 :  Emmanuel Da Costa[17],[18]
- 2013-février 2014 :  Vincent Mathey[19],[20]
- février 2014-2014 :  Dominique Garat[21]
- 2014-mai 2015 :  Matthieu Lematte[22],[23]
- mai 2015-oct 2017 :  Rodolphe Jegouzo[24],[25],[26],[27]
- oct 2017-2019 :  Dadi Mayuma (en)[28],[29]
- 2019-2023 :  Djilali Bekkar[30]
- 2023-février 2024 :  Bruno Luzi
- depuis juillet 2024 :  Antoine Pielack

### Anciens joueurs
- Ismaël Aaneba (1993-2007)
- Steve Pina (1997-2009)
- Goulven Pourchasse (1999-2002)
- Christophe Dobrzynski (2001-2007)
- Stéphane Chrétien (2002-2018)
- Boualem Amrane[31],[32] (2003-2010), (2014-2015)
- Nicolas Karlamoff (2005-2010)
- Jérôme Brocard (2005-2008)
- Rodolphe Jegouzo (2005-2007)
- Stéphane Mortreux (2006-janvier 2009)
- Mickael Pontal (en)(2007-2008)
- Albert Budak (2008-2012)
- William Stanger (en)(2008-2010)
- Ludovic Gamboa (2008-2009)
- Wesley Lautoa[33] (2008-2009)
- Jérôme Lempereur (janvier 2008-juin 2008)
- Dadi Mayuma (en)(2009-2013)
- Mohamed Larbi (2009-2010)
- Grégory Gendrey (janvier 2010-janvier 2011), (janvier 2013-janvier 2014)
- Riffi Mandanda (janvier 2013-juin 2013, prêt SM Caen)

## Coupe de France

### Parcours 1999-2000
- 8e tour (samedi 18 décembre 1999) : AS Plateau (District) 0-2 AFC Compiègne
- 32e de finale (samedi 22 janvier 2000) : Les Herbiers VF (CFA2) 3-0 AFC Compiègne

### Parcours 2009-2010
- 4e tour (samedi 3 octobre 2009) : Soissons FC (PH) 0-4 AFC Compiègne
- 5e tour (dimanche 18 octobre 2009) : US Albert (DH) 1-3 AFC Compiègne
- 6e tour (dimanche 1er novembre 2009) : AFC Creil (DH) 0-3 AFC Compiègne
- 7e tour (samedi 21 novembre 2009) : AFC Compiègne 1-0 Arras FA (CFA2)
- 8e tour (samedi 12 décembre 2009) : AS Marck (CFA) 2-2(2 tab 4) AFC Compiègne
- 32e de finale (samedi 9 janvier 2010) : AFC Compiègne 0-1 RC Lens (L1)

### Parcours 2011-2012
- 4e tour (samedi 2 octobre 2011) : US Camon (DH) 1-2 AFC Compiègne
- 5e tour (dimanche 16 octobre 2011) : Amiens PTT (PID) 0-5 AFC Compiègne
- 6e tour (dimanche 28 octobre 2011) : US Laon (PH) 0-1 AFC Compiègne
- 7e tour (samedi 19 novembre 2011) : AFC Compiègne 9-0 Gaïtcha FCN (Nouvelle-Calédonie)
- 8e tour (samedi 10 décembre 2011) :  AFC Compiègne 2-1 USL Dunkerque (CFA)
- 32e de finale (samedi 7 janvier 2012) : AFC Compiègne 2-1 US Montagnarde (CFA2)
- 16e de finale (samedi 21 janvier 2012) : AFC Compiègne 0-1 Lille OSC (L1)

### Parcours 2024-2025
- 3e tour (samedi 14 septembre 2024) : CAFC Péronne (D1) 0-2 AFC Compiègne
- 4e tour (dimanche 29 septembre 2024) : USE St Leu d'Esserent (D1) 0-3 AFC Compiègne
- 5e tour (dimanche 13 octobre 2024) : AFC Compiègne 0-3 Valenciennes FC (NAT)